# العلاقات الأوغندية اليابانية
العلاقات الأوغندية اليابانية هي العلاقات الثنائية التي تجمع بين أوغندا واليابان.

## مقارنة بين البلدين
هذه مقارنة عامة ومرجعية للدولتين:
| وجه المقارنة                                              | أوغندا                        | اليابان         |
| --------------------------------------------------------- | ----------------------------- | --------------- |
| المساحة (كم2)                                             | 241.04 ألف                    | 377.97 ألف      |
| عدد السكان (نسمة)                                         | 42.86 مليون                   | 126.79 مليون    |
| الكثافة السكانية (ن./كم²)                                 | 177.81                        | 335.45          |
| العاصمة                                                   | كامبالا                       | طوكيو           |
| اللغة الرسمية                                             | لغة إنجليزية، اللغة السواحلية | اللغة اليابانية |
| العملة                                                    | شيلينغ أوغندي                 | ين ياباني       |
| الناتج المحلي الإجمالي (بليون دولار)                      | 25.89 مليار                   | 4.87 تريليون    |
| الناتج المحلي الإجمالي (تعادل القوة الشرائية) بليون دولار | 72.25 مليار                   | 5.18 تريليون    |
| الناتج المحلي الإجمالي الاسمي للفرد دولار أمريكي          | 705                           | 34.52 ألف       |
| الناتج المحلي الإجمالي للفرد دولار أمريكي                 | 1.77 ألف                      | 36.62 ألف       |
| مؤشر التنمية البشرية                                      | 0.483                         | 0.903           |
| رمز المكالمات الدولي                                      | +256                          | +81             |
| رمز الإنترنت                                              | .ug                           | .jp             |
| المنطقة الزمنية                                           | ت ع م+03:00                   | توقيت اليابان   |

## منظمات دولية مشتركة
يشترك البلدان في عضوية مجموعة من المنظمات الدولية، منها:
| علم المنظمة | اسم المنظمة                               | تاريخ انضمام أوغندا | تاريخ انضمام اليابان |
| ----------- | ----------------------------------------- | ------------------- | -------------------- |
|             | يونسكو                                    | 9 نوفمبر 1962       | 2 يوليو 1951         |
|             | الفريق المعني برصد الأرض                  | ?                   | ?                    |
|             | مؤسسة التمويل الدولية                     | 27 سبتمبر 1963      | 20 يوليو 1956        |
|             | المركز الدولي لتسوية المنازعات الاستشارية | 14 أكتوبر 1966      | 16 سبتمبر 1967       |
|             | منظمة حظر الأسلحة الكيميائية              | ?                   | ?                    |
|             | مؤسسة التنمية الدولية                     | 27 سبتمبر 1963      | 27 ديسمبر 1960       |
|             | منظمة التجارة العالمية                    | ?                   | ?                    |
|             | وكالة ضمان الاستثمار متعدد الأطراف        | 10 يونيو 1992       | 12 أبريل 1988        |
|             | الاتحاد البريدي العالمي                   | ?                   | ?                    |
|             | الاتحاد الدولي للاتصالات                  | 8 مارس 1963         | 29 يناير 1879        |
|             | منظمة الشرطة الجنائية الدولية             | ?                   | ?                    |
|             | الأمم المتحدة                             | 25 أكتوبر 1962      | 18 ديسمبر 1956       |
|             | البنك الدولي للإنشاء والتعمير             | 27 سبتمبر 1963      | 13 أغسطس 1952        |
|             | البنك الإفريقي للتنمية                    | ?                   | ?                    |

## وصلات خارجية
- موقع وزارة الخارجية الأوغندية
- موقع وزارة الخارجية اليابانية